# Infected (The Last of Us)
"Infected" é o segundo episódio da primeira temporada da série de televisão norte-americana de drama pós-apocalíptica The Last of Us. Ele foi escrito pelo co-criador da série Craig Mazin e dirigido pelo também co-criador Neil Druckmann, o roteirista e diretor criativo do jogo eletrônico de 2013 no qual a série é baseada. Com 55 minutos de duração, o episódio foi exibido originalmente pelo canal HBO nos Estados Unidos em 22 de janeiro de 2023. Na trama, Joel (Pedro Pascal) e sua parceira Tess (Anna Torv) escoltam a jovem Ellie (Bella Ramsey) por uma área de contaminação biológica em Boston para chegar até o Capitólio Estadual de Massachusetts. 
O episódio foi a primeira experiência televisiva de Druckmann como diretor; ele achou que isso refletiu e reforçou sua experiência na direção de jogos eletrônicos. "Infected" introduziu os estaladores, criaturas mutantes que dependem do som para se moverem, que foram projetados com o auxílio de próteses e utilizando as artes conceituais do jogo como material de referência. As filmagens do episódio aconteceram em Calgary, Alberta, de outubro até novembro de 2021. 
O episódio recebeu críticas positivas, com várias análises elogiando sua escrita, direção, design de produção e atuações, especialmente a de Torv. Ele foi assistido por 5,7 milhões de espectadores na estreia.

## Enredo
Em 2003, dois dias antes dos eventos em Austin, as autoridades de Jacarta pedem à Dra. Ratna (Christine Hakim), uma professora de micologia, que examine o cadáver de uma mulher que foi morta recentemente após atacar seus colegas de trabalho em uma fábrica de farinha. Ratna percebe que o cadáver tem uma marca de mordida humana na perna e hifas fúngicas crescendo em sua boca. Após descobrir que as hifas foram identificadas como Cordyceps, e que vários trabalhadores da mesma fábrica estão desaparecidos, o oficial militar Agus Hidayat (Yayu A.W. Unru) pergunta a ela o que pode ser feito para evitar uma contaminação em larga escala. Ratna responde que ele deve bombardear a cidade e acabar com todos os habitantes dela.
Em 2023, Joel (Pedro Pascal) e Tess (Anna Torv) mantêm Ellie (Bella Ramsey) sob a mira de uma arma e exigem saber por que eles foram encarregados de escoltá-la. Ellie revela que os Vaga-Lumes estabeleceram um assentamento secreto no oeste com médicos trabalhando em uma vacina para prevenir infecções, e que o seu DNA pode ser a chave para garantir o sucesso da vacina. Joel exige que eles retornem para a zona de quarentena, mas Tess, ainda cética quanto à imunidade de Ellie, o convence a seguir com o acordo original, pois os Vaga-Lumes ainda lhes darão os suprimentos após o fim do trabalho.
Enquanto o trio segue em direção ao Capitólio Estadual de Massachusetts, Tess descobre um grande grupo de infectados bloqueando a rota que planejava usar, explicando a Ellie que os fungos podem sentir humanos saudáveis por longas distâncias e atrair seus hospedeiros para eles. Tess sugere ir até um museu. Um desmoronamento no telhado atrai dois "estaladores", hospedeiros mutantes que dependem do som para se mover. Ellie é mordida antes que Joel e Tess possam matar os estaladores. Quando eles chegam ao Capitólio, os Vaga-Lumes não saem para encontrá-los. Tess verifica o interior do prédio e descobre que todos estão mortos: Joel encontra evidências de infecção e supõe que eles se mataram. Tess tenta encontrar pistas sobre para onde ir a seguir, mas Joel diz a ela que o trabalho está concluído e que eles voltarão para casa. Tess diz a ele que não pode voltar, revelando uma marca de mordida em seu pescoço. Ela revela que a marca de Ellie já foi curada, provando que ela é imune.
Joel atira em um Vaga-Lume infectado que tenta atacá-los, revelando a localização deles para outros hospedeiros infectados na cidade. Tess diz a Joel para levar Ellie até Bill e Frank, seus colegas contrabandistas, pois eles poderão ajudar. Ela cobre a sala com gasolina e granadas enquanto Joel e Ellie vão embora. Um homem infectado inicia o processo de conversão de Tess quando ela começa um incêndio no prédio, matando as criaturas. Joel e Ellie assistem enquanto o Capitólio explode antes que Joel vá embora.

## Produção

### Antecedentes e escrita

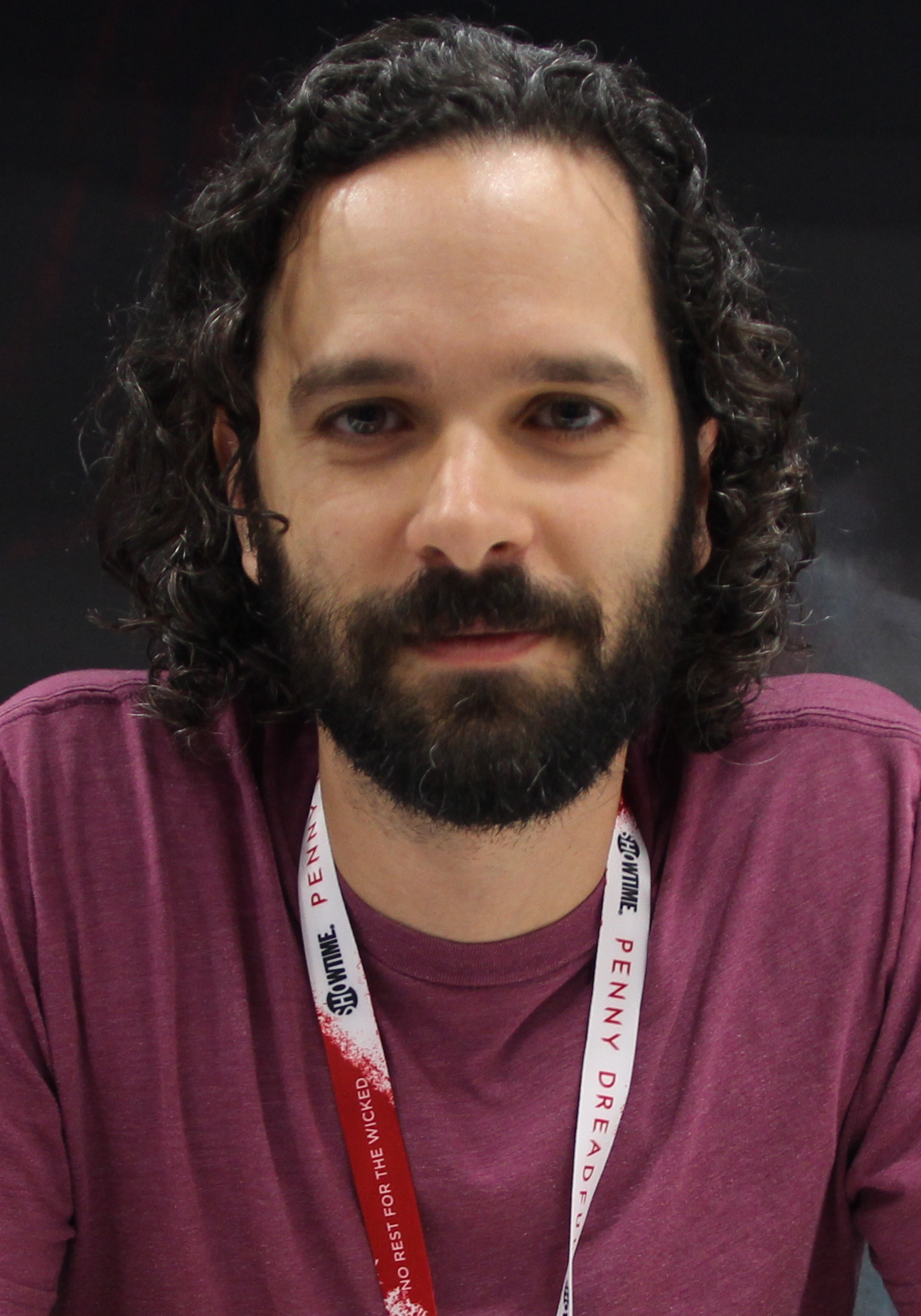
"Infected" foi a primeira experiência do co-criador Neil Druckmann na direção de um programa televisivo.

Os criadores da série The Last of Us, Craig Mazin e Neil Druckmann, escreveram e dirigiram o episódio, respectivamente; Druckmann foi o escritor e diretor criativo do jogo eletrônico no qual a série é baseada. O Sindicato dos Diretores do Canadá revelou que Druckmann foi cotado para dirigir um episódio em setembro de 2021. Em fevereiro de 2022, Druckmann confirmou que dirigiu um episódio e disse que sua experiência refletiu e reforçou sua experiência na direção de jogos. No passado ele havia previsto que a experiência seria significativamente diferente de dirigir jogos, mas notou várias semelhanças depois de acompanhar Mazin na direção do primeiro episódio. Ele observou que a maior diferença era a incapacidade de fazer alterações após a produção; no desenvolvimento de jogos, ele pode solicitar alterações em fatores como enquadramento, figurino, ambientes, iluminação e clima. Ele passou mais de um mês preparando-se para o episódio, pois foi sua primeira experiência como diretor de um programa de televisão. Pascal disse que Druckmann foi o diretor mais aberto e empolgado da série, e Ramsey sentiu que ele tinha um feedback assertivo em razão de sua proximidade com o material de origem. Em janeiro de 2023, foi revelado que Druckmann dirigiu o segundo episódio. Em dezembro de 2022 o Rotten Tomatoes listou o título do episódio como "Cordyceps Ordo Seclorum"; o qual Mazin esclareceu que era "uma ideia inicial" que mais tarde foi substituída por "não fazer muito sentido".
Uma versão inicial da cena de abertura apresentava um indivíduo não visível batendo em uma porta, que mais tarde seria revelado como o filho infectado de Tess, que ela trancou em um porão porque não conseguiu matá-lo; a cena foi cortada antes da produção pois os roteiristas não sentiram que ela se encaixava.:14:08 Torv e os roteiristas pensaram que a decisão de Tess de manter Ellie segura era para redimir ações passadas de sua vida.:3:18 Mazin optou por iniciar o episódio na Indonésia para desorientar o público, uma técnica que ele se inspirou a utilizar nos trabalhos televisivos de Vince Gilligan. Ele observou que a narrativa em formato episódico permitia uma oportunidade de ver as origens da pandemia e demonstrar seu alcance global.:7:45 O plano original era apresentar uma montagem de diversas cidades ao redor do mundo, porém acabou sendo descartado devido ao orçamento.:9:05  Os roteiristas sentiram que seguir um único personagem — e sua breve conexão com outro personagem — concedeu uma sensação maior de pavor e fundamentou os eventos na realidade.:9:23 A cena de abertura usa a música "Hampa" de Ari Lasso.
Mazin queria que os estaladores se assimilassem ao design empregado no jogo por meio de próteses; ele notou que usar efeitos visuais teria diminuído o impacto das criaturas.:18:24 Barrie e Sarah Gower, com quem Mazin havia trabalhado em Chernobyl, foram contratados para confeccionar as próteses.:0:31 A equipe continuamente procurava por referências nas artes conceituais originais do jogo.:0:44 Os dublês dos estaladores eram fãs do jogo e conheciam todos os seus movimentos.:1:17 A conversa silenciosa entre Joel e Ellie foi adicionada durante as refilmagens, pois a produtora executiva Carolyn Strauss não entendia como os estaladores funcionavam.:19:58 No jogo, Tess se sacrifica para dar a Joel e Ellie tempo para conseguirem fugir dos soldados que os perseguem; no episódio, eles foram substituídos por infectados. Mazin considerou ilógico que os soldados patrulhassem tão longe da zona de quarentena e sentiu que substituí-los por infectados dava a oportunidade de demonstrar a conectividade entre as criaturas.:24:58 Mazin sentiu que o beijo entre Tess e os infectados enfatizava o tema do amor, observando que as criaturas ainda eram capazes de amar por meio da propagação do fungo.:29:08 Druckmann queria enquadrar e iluminar a foto do beijo de uma maneira bela para enfatizar seu teor horripilante.:28:11
O último olhar de Joel para Ellie na cena final foi uma improvisação de Pascal; Druckmann sentiu que isso demonstrava a frustração de Joel com Ellie, sentimento este que ela também retribuía. Mazin considerou terminar o episódio com Ellie seguindo Joel, mas Druckmann insistiu que o final não foi resolvido.:32:52 A última cena e os créditos utilizam a música "Allowed to be Happy" de Gustavo Santaolalla, também presente no jogo eletrônico The Last of Us Part II (2020).

### Escolha do elenco e personagens
O papel de Christine Hakim foi revelado em um trailer divulgado em dezembro de 2022. Ela foi contatada para participar da série via Instagram. Inicialmente, ela hesitou em aceitar o papel porque cuidava da mãe e do marido em meio à pandemia de COVID-19, mas foi convencida por sua sobrinha-neta, uma fã do jogo. Hakim gravou seu papel em Calgary no final de outubro de 2021. Ela trouxe seus tradicionais lenços de batik e joias indonésias, os quais o departamento de figurinos aceitou para uso na série. Hakim ficou impressionada com a capacidade de Druckmann de dirigir papéis indonésios e com a criação do diretor de arte do cenário de Jacarta em Calgary.